# Albert Scherr

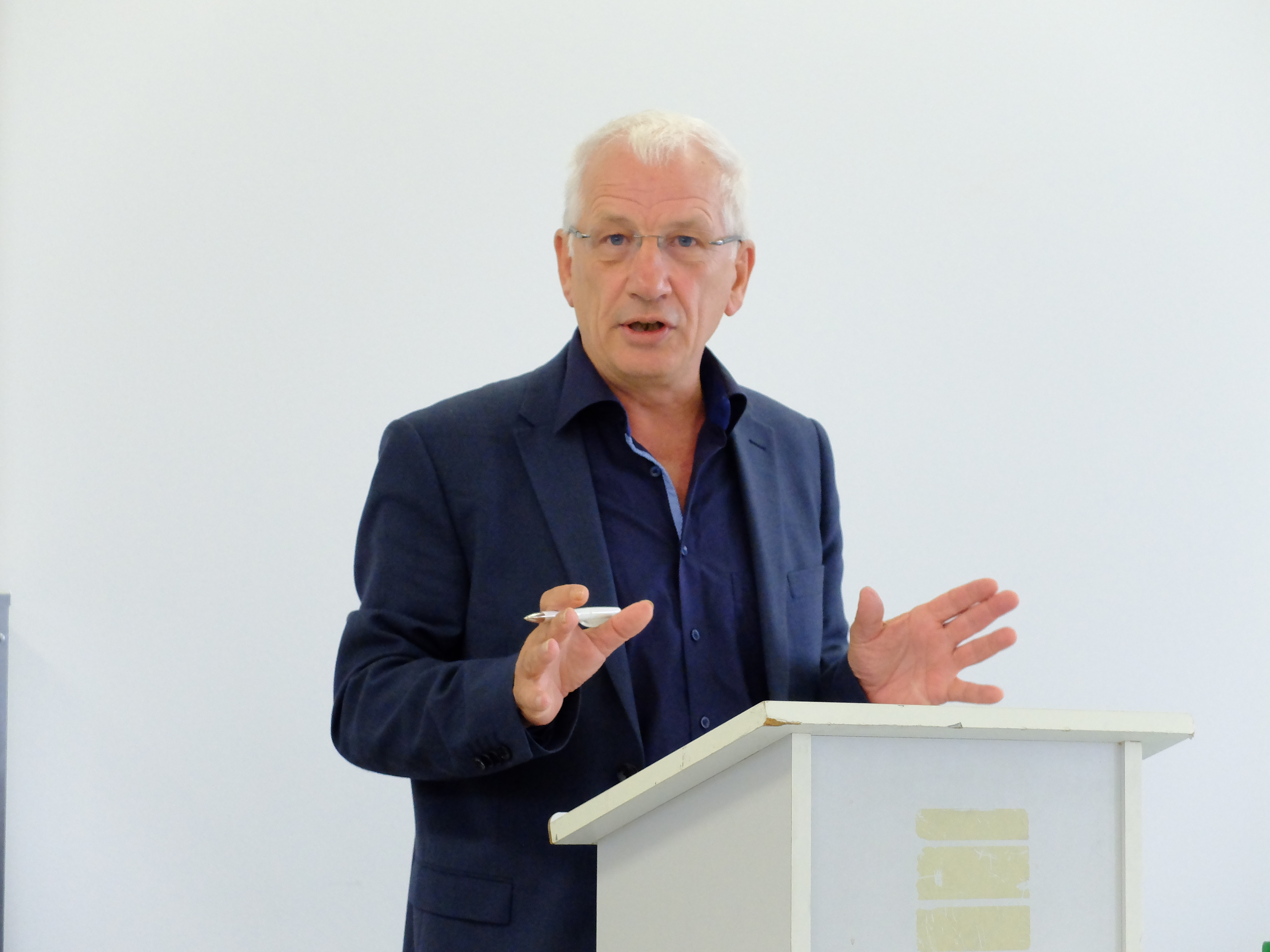
Albert Scherr 2016 in Bamberg auf dem Kongress der Deutschen Gesellschaft für Soziologie

Albert Scherr (* 15. Juli 1958 in Edenkoben) ist ein deutscher Soziologe und Sozialarbeitswissenschaftler.
Albert Scherr studierte Soziologie, Erziehungswissenschaft und Philosophie an der Universität Frankfurt, wo er 1981 als Diplom-Soziologie abschloss und 1985 promoviert wurde. Von 1981 bis 1983 und von 1985 bis 1988 war er als Sozialarbeiter in der Jugendarbeit und Jugendsozialarbeit tätig.
Anschließend war er wissenschaftlicher Mitarbeiter an der Universität Bielefeld und von 1990 bis 2001 Professor für Soziologe und Jugendpädagogik an der Fachhochschule Darmstadt. Scherr wurde 1998 an der Universität Karlsruhe als Soziologe für Allgemeine Soziologie habilitiert. Von 2001 bis 2022 war er Professor für Allgemeine Soziologie an der Pädagogischen Hochschule Freiburg und Leiter des Instituts für Soziologie, seither ist er als Seniorprofessor tätig.
Albert Scherr ist Mitglied im Rat für Migration und im Netzwerk Flüchtlingsforschung sowie in der Redaktion bzw. im Redaktionsbeirat der Zeitschriften  Soziale Probleme,  Sozial Extra und der Zeitschrift für Flüchtlingsforschung.
Scherrs Arbeitsschwerpunkte sind soziologische Theorie, Diskriminierungsforschung, Migrations- und Flüchtlingsforschung, Theorien der Sozialen Arbeit, Rassismus, Rechtsextremismus, qualitativ-empirische Sozialforschung, Bildungsforschung und Jugendforschung.

## Schriften (Auswahl)
- Soziale Identitäten Jugendlicher. Politische und berufsbiographische Orientierungen von Auszubildenden und Studenten. Leske und Budrich, Opladen 1995, ISBN 3-8100-1379-X.
- Subjektorientierte Jugendarbeit. Eine Einführung in die Grundlagen emanzipatorischer Jugendpädagogik. Juventa-Verlag, Weinheim u. a. 1997, ISBN 3-7799-0257-5.
- mit Michael Bommes: Soziologie der Sozialen Arbeit. Eine Einführung in Formen und Funktionen organisierter Hilfe. Juventa-Verlag, Weinheim u. a. 2000, ISBN 3-7799-1465-4 (2., vollständig überarbeitete Auflage. Beltz-Juventa, Weinheim u. a. 2012, ISBN 978-3-7799-2601-6).
- mit Ulrike Hormel: Bildung für die Einwanderungsgesellschaft. Perspektiven der Auseinandersetzung mit struktureller, institutioneller und interaktioneller Diskriminierung. VS – Verlag für Sozialwissenschaften, Wiesbaden 2004, ISBN 3-531-14399-9.
- als Herausgeber mit Ulrike Hormel: Diskriminierung. Grundlagen und Forschungsergebnisse. VS – Verlag für Sozialwissenschaften, Wiesbaden 2010, ISBN 978-3-531-16657-5.
- als Herausgeber mit Ullrich Bauer und Uwe Bittlingsmayer: Handbuch Bildungs- und Erziehungssoziologie. Springer VS, Wiesbaden 2012, ISBN 978-3-531-17922-3.
- Diskriminierung (= Centaurus pocket apps. 14). Centaurus, Freiburg (Breisgau) 2012, ISBN 978-3-86226-129-1. (2. Auflage: Springer VS 2014)
- Diskriminierung in der beruflichen Bildung. Beltz Juventa, Weinheim und Basel 2015, ISBN 978-3-7799-3246-8
- als Herausgeber: Systemtheorie und Differenzierungstheorie als Kritik. Perspektiven in Anschluss an Niklas Luhmann. Beltz-Juventa, Weinheim 2020, ISBN 978-3-7799-6258-8.
- Diskriminierung. Wie Unterschiede und Benachteiligungen gesellschaftlich hergestellt werden. 2. Auflage. Wiesbaden: Springer Essentials Weinheim u. a. 2015, ISBN 978-3-7799-2970-3.
- als Herausgeber mit Gökçen Yüksel: Flucht, Sozialstaat und Soziale Arbeit (= Neue Praxis. Sonderheft 13). Verlag Neue Praxis, Lahnstein 2016, ISBN 978-3-9810815-8-9.
- mit Lena Sachs: Bildungsbiografien von Sinti und Roma. Weinheim und Basel: Beltz Juventa 2017
- mit Helen Breit: Diskriminierung, Anerkennung und der Sinn für die eigenen soziale Position. Weinheim und Basel. Beltz Juventa 2020
- als Herausgeber mit Aladin El-Mafaalani und Anna Reinhardt: Handbuch Diskriminierung. 2. Auflage. Springer VS, Wiesbaden 2022, ISBN 978-3-658-10975-2.
- mit Ullrich Bauer: Jugendsoziologie. 10. Auflage. Wiesbaden: Springer VS
- als Herausgeber mit Stefan Müller: Soziologische Basics.  4. Auflage. VS – Verlag für Sozialwissenschaften, Wiesbaden 2025, ISBN 978-3-658-48555-9